# Cotidianul
Cotidianul este o publicație online, fost ziar românesc, apărut în București la data de 10 mai 1991. Ziarul a fost deschis de Ion Rațiu ca primul ziar privat după 1989, cu ajutorul a doi angajați de la ziarul britanic The Guardian.

## Istoric
Cofondatoarea Doina Bâscă a condus publicația până în 1994, când a plecat în străinătate.
Din 1997, directorul ziarului a fost Tia Șerbănescu. În anul 1998, pentru că ziarul pierdea câte 1.000 de dolari pe zi, Rațiu l-a chemat în fruntea publicației pe Ion Cristoiu care a reușit să ridice tirajul ziarului la 50.000 de exemplare. Pe 17 ianuarie 2000, Ion Rațiu a murit la Londra administrarea ziarului rămânându-i lui Călin Husar, reprezentantul familiei Rațiu în România. Pentru o perioadă, redactor șef al ziarului a fost și Dan Diaconescu.
Din august 2000, Ioana Lupea a fost numită redactor-șef. Ea a rămas în funcție până în noiembrie 2004.

### Perioada Cațavencu
În 2004, pentru ca era în continuare pe pierdere, este cumpărat de Academia Cațavencu
(revistă în jurul căreia se formase un mic trust, împreuna cu Radio Guerrilla și publicațiile Tabu, SuperBebe, Aventuri la Pescuit și Bucătăria pentru toți) și pus sub conducerea lui Robert Turcescu.
În 2006 este încorporat în trustul Realitatea-Cațavencu, odată cu vânzarea Academiei Cațavencu către omul de afaceri Sorin Ovidiu Vîntu. Între 2006 și 2009 ziarul trece prin mâinile mai multor redactori șefi, niciunul dintre ei nereușind să stopeze trendul descendent al ziarului (care ajunsese la 6.000 de exemplare vândute înainte de a fi închis).

### Închiderea
De la 1 august 2009, directorul editorial al ziarului devine Cornel Nistorescu, care schimbă politica ziarului, devenind un puternic critic al președintelui Traian Băsescu, Nistorescu încercând totodată să stopeze scăderea tirajului. Venirea lui Nistorescu atrage mai mult demisii în corpul editorial al ziarului, printre care mai mult nume sonore ale presei (Bușcu, Turcescu). Cotidianul fusese perceput în ultimii ani ca un ziar pro Băsescu, alături de Evenimentul Zilei.
La data de 23 decembrie 2009, ziarul a publicat pentru ultima dată. Domeniul de internet cotidianul.ro a rămas în continuare activ, fiind operat de divizia de internet a trustului Realitatea-Cațavencu, la fel ca și în cazul cotidianului de business Business Standard, și el închis în aceeași zi.
În februarie 2010, Cornel Nistorescu a achiziționat site-ul www.cotidianul.ro, ziarul continuând să funcționeze online.

### Redeschiderea
Din 14 noiembrie 2016 Cotidianul a apărut din nou pe hârtie. Cornel Nistorescu a declarat pentru paginademedia.ro: „Vom încerca să dăm șah prejudecăților legate de media, de print, de politică, de societate în general. Încercăm să facem ceva nou în raport cu presa scrisă, care ori a adormit, ori a alunecat pe panta bulevardieră. Acum a venit momentul. Țin mult la acest brand. Îmi doream să reapărem pe hârtie, am mai spus asta, anul trecut am cumpărat și marca, iar acum apărem pe print." "Cotidianul va apărea pe o dominantă alb-negru, ca papionul fondatorului Ion Rațiu. Doar publicitatea va fi color în ziar”.
În 15 mai 2018 ziarul nu a mai fost tipąrit, rămânând activ doar online.

## Rezultate financiare
În anul 2006, compania Poligraf SRL, care edita Cotidianul, a avut o cifră de afaceri de 1,3 milioane de euro și pierderi de 2 milioane de euro.